# 중심화 부분 모노이드
추상대수학에서 중심화 부분 모노이드(中心化部分monoid, 영어: centralizer (submonoid), commutant)는 어떤 모노이드의 부분 집합과 가환하는 모든 원소로 구성된 부분 모노이드이다.
군의 부분 집합의 중심화 부분 모노이드는 부분군을 이루며, 이 경우 이를 중심화 부분군(中心化部分群, 영어: centralizer (subgroup))이라고 한다. 마찬가지로, 환의 (곱셈 모노이드의) 중심화 부분 모노이드는 부분환을 이루며, 중심화 부분환(中心化部分環, 영어: centralizer (subring))이라고 한다. 이중 중심화 부분환의 개념은 폰 노이만 대수의 이론에 등장한다.

## 정의
모노이드 {\displaystyle M}의 부분 집합 {\displaystyle S\subseteq M}의 중심화 부분 모노이드는 다음과 같은 {\displaystyle M}의 부분 집합이다.:41, §1.4:AI.7, Définition A1.9
{\displaystyle \operatorname {C} _{M}(S)=\{x\in M\colon \forall s\in S\colon sx=xs\}}
이는 {\displaystyle M}의 부분 모노이드를 이룬다. (함수해석학에서는 보통 이를 {\displaystyle (-)'}으로 표기한다.)
{\displaystyle S}의 이중 중심화 부분 모노이드(영어: double centralizer, bicentralizer, bicommutant) {\displaystyle \operatorname {C} _{M}(\operatorname {C} _{M}(S))\subseteq M}은 그 중심화 부분 모노이드의 중심화 부분 모노이드이다.:AI.8

## 성질
일반적 모노이드 {\displaystyle M}의 부분 집합에 대하여, 다음이 성립한다.
{\displaystyle \operatorname {C} _{M}(\varnothing )=\operatorname {C} _{M}(\operatorname {Z} (M))=M}
{\displaystyle \operatorname {C} _{M}(M)=\operatorname {Z} (M)}
{\displaystyle \forall S\subseteq M\colon \operatorname {C} _{M}(S)=\operatorname {C} _{M}(\operatorname {C} _{M}(\operatorname {C} _{M}(S)))}:AI.8
{\displaystyle \forall S\subseteq M\colon \operatorname {Z} (M)\subseteq \operatorname {C} _{M}(S)}
{\displaystyle \forall S\subseteq M\colon \operatorname {C} _{M}(S)=\bigcap _{s\in S}\operatorname {C} _{M}(\{s\})}
{\displaystyle \forall {\mathcal {S}}\subseteq \operatorname {Pow} (M)\colon \operatorname {C} _{M}\left(\bigcup {\mathcal {S}}\right)=\bigcap _{S\in {\mathcal {S}}}\operatorname {C} _{M}(S)}:AI.7
{\displaystyle \forall S,T\subseteq M\colon S\subseteq T\implies \operatorname {C} _{M}(S)\supseteq \operatorname {C} _{M}(T)}
여기서 {\displaystyle \operatorname {Z} (-)}는 모노이드의 중심이다.
이에 따라, 중심화 부분 모노이드를 취하는 연산은 순서 보존 함수
{\displaystyle \operatorname {C} _{M}(-)\colon \operatorname {Pow} (M)\to \operatorname {Pow} (M)^{\operatorname {op} }}
를 이룬다. (여기서 {\displaystyle \operatorname {Pow} (M)}은 멱집합에 부분 집합 관계를 부여하여 얻은 부분 순서 집합이며, {\displaystyle (-)^{\operatorname {op} }}은 그 반대 부분 순서를 부여한 부분 순서 집합이다.)

### 이중 중심화 부분 모노이드
일반적 모노이드 {\displaystyle M}의 부분 집합에 대하여, 다음이 성립한다.
{\displaystyle \operatorname {C} _{M}(\operatorname {C} _{M}(\varnothing ))=\operatorname {Z} (M)}
{\displaystyle \operatorname {C} _{M}(M))=M}
{\displaystyle \forall S\subseteq M\colon S\subseteq \operatorname {C} _{M}(\operatorname {C} _{M}(S))=\operatorname {C} _{M}(\operatorname {C} _{M}(\operatorname {C} _{M}(\operatorname {C} _{M}(S))))}
{\displaystyle \forall {\mathcal {S}}\subseteq \operatorname {Pow} (M)\colon \operatorname {C} _{M}\left(\operatorname {C} _{M}\left(\bigcup {\mathcal {S}}\right)\right)=\bigcup _{S\in {\mathcal {S}}}\operatorname {C} _{M}(\operatorname {C} _{M}(S))}
{\displaystyle \forall S,T\subseteq M\colon S\subseteq T\implies \operatorname {C} _{M}(\operatorname {C} _{M}(S))\subseteq \operatorname {C} _{M}(\operatorname {C} _{M}(T))}
이에 따라, 이중 중심화 부분 모노이드를 취하는 연산은 순서 보존 함수
{\displaystyle \operatorname {C} _{M}(\operatorname {C} _{M}(-))\colon \operatorname {Pow} (M)\to \operatorname {Pow} (M)}
를 이룬다.
특히, 집합 {\displaystyle M\setminus \operatorname {Z} (M)} 위에 폐포
{\displaystyle \operatorname {cl} (S)=\operatorname {C} _{M}(S)\setminus \operatorname {Z} (M)\qquad (S\subseteq M\setminus \operatorname {Z} (M))}
를 정의하면, 이는 {\displaystyle M\setminus \operatorname {Z} (M)} 위의 알렉산드로프 위상을 정의한다.

### 군
군의 부분 집합의 가환식은 항상 부분군을 이루며, 중심화 부분군이라고 한다.
군 {\displaystyle G}의 부분 집합 {\displaystyle S}의 중심화 부분군은 항상 {\displaystyle S}의 정규화 부분군의 정규 부분군이다.
{\displaystyle \operatorname {Z} (G)\trianglelefteq \operatorname {C} _{G}(S)\trianglelefteq \operatorname {N} _{G}(S)}
여기서 {\displaystyle \operatorname {Z} (-)}는 군의 중심이며, {\displaystyle \operatorname {N} _{G}(-)}는 정규화 부분군이다.
군 {\displaystyle G}의 부분군 {\displaystyle H\leq G}의 정규화 부분군과 중심화 부분군의 몫군은 {\displaystyle H}의 자기 동형군의 부분군과 동형이다 (N/C 정리, 영어: N/C theorem).
{\displaystyle \operatorname {N} _{G}(H)/\operatorname {C} _{G}(H)\lesssim \operatorname {Aut} (H)}
여기서 {\displaystyle \operatorname {Aut} (-)}는 자기 동형군이다.
한원소 집합의 경우 중심화 부분군은 정규화 부분군과 같다.
{\displaystyle \operatorname {C} _{G}(\{g\})=\operatorname {N} _{G}(\{g\})\qquad \forall g\in G}
군 {\displaystyle G}의 부분군 {\displaystyle H\leq G}에 대하여 다음 두 조건이 서로 동치이다.
- {\displaystyle H=\operatorname {C} _{G}(\operatorname {C} _{G}(H))}. 즉, {\displaystyle H}는 이중 중심화 부분군 연산의 고정점이다.
- {\displaystyle H=\operatorname {C} _{G}(S)}가 되는 부분 집합 {\displaystyle S\subseteq G}가 존재한다. 즉, {\displaystyle H}는 중심화 부분군 연산의 상에 속한다.

임의의 두 군 {\displaystyle H}, {\displaystyle K} 및 군 준동형
{\displaystyle \phi \colon K\to \operatorname {Aut} (H)}
에 대하여, 반직접곱 {\displaystyle H\rtimes _{\phi }K} 및 포함 사상 {\displaystyle H,K\subseteq H\rtimes _{\phi }K}을 정의할 수 있다. 이 경우, 다음이 성립한다.
{\displaystyle \operatorname {C} _{H\rtimes _{\phi }K}(K)\cap H=\operatorname {N} _{H\rtimes _{\phi }K}(K)\cap H}
{\displaystyle \operatorname {C} _{H\rtimes _{\phi }K}(H)\cap K=\ker \phi }

### 환
환 {\displaystyle R}의 부분 집합 {\displaystyle S\subseteq R}의 (곱셈에 대한) 가환식 {\displaystyle S'\subseteq R}는 (1을 포함하는) 부분환을 이룬다. 이를 중심화 부분환(中心化部分環, 영어: centralizer subring)이라고 한다.
임의의 나눗셈환 {\displaystyle K}의 임의의 부분 집합 {\displaystyle S\subseteq K}에 대하여, 중심화 부분환 {\displaystyle \operatorname {C} _{K}(S)} 역시 나눗셈환이다.

### 가군
다음 데이터가 주어졌다고 하자.
- 환 {\displaystyle R}
- 환 {\displaystyle S}
- {\displaystyle (R,S)}-쌍가군 {\displaystyle _{R}M_{S}}

그렇다면, {\displaystyle S}-오른쪽 가군의 자기 사상환
{\displaystyle \operatorname {End} (M_{S})}
을 정의할 수 있으며, {\displaystyle M}은 {\displaystyle \operatorname {End} (M_{S})}-왼쪽 가군을 이룬다.
또한, 자연스러운 환 준동형
{\displaystyle \phi _{M}\colon R\to \operatorname {End} (M_{S})}
{\displaystyle \phi _{M}r\colon m\mapsto rm\qquad (r\in R,\;m\in M)}
이 존재한다. 이 경우, 정의에 따라
{\displaystyle \operatorname {C} _{\operatorname {End} (M_{\mathbb {Z} })}(\phi _{M}(R))=\operatorname {End} (M_{R})}
이다. (여기서 우변은 {\displaystyle R}-오른쪽 가군의 자기 사상환이다.)
만약 {\displaystyle \phi _{M}(R)}가 이중 중심화 부분환 연산의 고정점이라면, 즉 만약
{\displaystyle \operatorname {C} _{\operatorname {End} (M_{\mathbb {Z} })}(\operatorname {C} _{\operatorname {End} (M_{\mathbb {Z} })}(\phi _{M}(R)))=\phi _{M}(R)}
이라면, {\displaystyle M}을 균형 잡힌 가군이라고 한다.

### 폰 노이만 대수
복소수 힐베르트 공간 {\displaystyle V} 위의 유계 작용소 폰 노이만 대수 {\displaystyle \operatorname {B} (V,V)}의 부분 대합 대수 {\displaystyle S\subseteq \operatorname {B} (V,V)}를 생각하자. (즉, {\displaystyle S}는 복소수 결합 대수를 이루며, 에르미트 수반에 대하여 닫혀 있다고 하자.) 이 경우, 폰 노이만 이중 중심화 정리(영어: von Neumann bicommutant theorem)에 따르면 다음 집합들이 서로 일치한다.
- {\displaystyle S}의 이중 중심화 부분환 {\displaystyle \operatorname {C} _{\operatorname {B} (V,V)}(\operatorname {C} _{\operatorname {B} (V,V)}(S))}
- {\displaystyle S}의 약한 작용소 위상에서의 폐포
- {\displaystyle S}의 강한 작용소 위상에서의 폐포
- {\displaystyle S}로부터 생성되는 폰 노이만 대수

(다만, {\displaystyle S}의 노름 거리 위상에서의 폐포는 항상 C* 대수를 이루지만 폰 노이만 대수가 되지 못할 수 있다.)

## 예
만약 {\displaystyle M}이 가환 모노이드일 경우, 임의의 부분 집합 {\displaystyle S\subseteq M}에 대하여 {\displaystyle S'=M}이다. 즉, 아벨 군의 부분 집합의 중심화 부분군은 그 전체이며, 마찬가지로 가환환의 부분 집합의 중심화 부분환은 그 전체이다.
만약 {\displaystyle M=\Sigma ^{*}}가 {\displaystyle \Sigma }로 생성되는 자유 모노이드일 경우, 임의의 부분 집합의 중심화 부분 모노이드는 다음과 같다.
{\displaystyle \operatorname {C} _{\Sigma ^{*}}(S)=\{s\in \Sigma ^{*}\colon \{s\}^{*}\supseteq S\}^{*}}
사원수 대수 {\displaystyle \mathbb {H} }에서, {\displaystyle \mathrm {i} }의 중심화 부분환은 {\displaystyle \mathbb {R} +\mathbb {R} i}이다. 보다 일반적으로, 임의의 {\displaystyle x\in \mathbb {H} }에 대하여, {\displaystyle \operatorname {Im} x=(x-{\bar {x}})/2}를 생각하면, {\displaystyle \operatorname {C} _{\mathbb {H} }(\{x\})=\mathbb {R} +\mathbb {R} \operatorname {Im} x}이다. 만약 {\displaystyle \operatorname {Im} x\neq 0}이라면 {\displaystyle \operatorname {C} _{\mathbb {H} }(\{x\})}는 (환으로서) 복소수체와 동형이다.